# Музеї Мадрида
У столиці Іспанії місті Мадриді велика кількість музеїв, що володіють надзвичайно багатими колекціями іспанського та світового мистецтва, предметами старовини, археології, великий інтерес являють тематичні музейні зібрання. Колекціонування та створення виставок у місті було започатковано ще королівською родиною. Серед мадридських музеїв є декілька закладів світового рівня, зокрема Музей Прадо. 
Музеї Мадрида:
| Назва                                                    | Розташування | Сторінка в інтернеті                                                                    | Короткий опис | Зображення |
| -------------------------------------------------------- | --- | --------------------------------------------------------------------------------------- | --- | ---------- |
| Прадо                                                    | Paseo del Prado s/n. 28014                                                                                              | http://www.museodelprado.es/                                                            | Найбільший і найвідоміший з мадридських (та іспанських) музеїв, заснований у 1785 році. Розташований у споруді XVIII століття. Музей Прадо — головна художня галерея Іспанії та один з найстаріших та найвеличніших музеїв світу (7000 полотен) — відкрився у 1819 році. У постійній експозиції перебувають 1500 полотен. Тут можна побачити полотна Хосе Рібери (1591–1625 рр.), Ель Греко, Гойї, Веласкеса, Мурільо, Кано, Сурбарана та інших. Італійське мистецтво представляють Фра Анжеліко, Боттічеллі, Рафаель, Тінторетто, Веронезе, Тіціан та Караваджо. Багата і колекція фламандського живопису, представлена Босхом, Пітером Брейгелем-старшим, Рубенсом. У німецьких залах знаходяться твори Дюрера і Лукаса Кранаха-старшого. Біля трьох брам музею побудовані чудові скульптури Гойї, Веласкеса і Мурільйо. |            |
| Королівська Академія красних мистецтв Сан Фернандо       | Вулиця Алькала, 13 | https://web.archive.org/web/20100105195546/http://rabasf.insde.es/                      | Королівська Академія Сан Фернандо — другий за значенням арт-центр Мадрида. Зокрема, у картинній галереї — живопис іспанської школи з XVI по XIX ст. Також містить зразки мистецтва фламандської, німецької, французької та італійської шкіл. У зібранні представлена скульптура і порцеляна. Членом Академії був Франсіско Гойя, деякі роботи якого представлені у музеї. |            |
| Національний музей «Центр мистецтв імені королеви Софії» | вулиця Санта Ісабель, 52                                                                                                | https://web.archive.org/web/20101204054100/http://museoreinasofia.mcu.es/               | Музей Тиссена-Борнемісса є складовою так званого «Золотого трикутника мистецтв» іспанської столиці разом з Прадо та Музеєм Тиссена-Борнемісса. Це один з найбільших музеїв світу. Тут розташована постійна колекція сучасного іспанського мистецтва. Також у його залах проводяться найрізноманітніші тимчасові виставки сучасних видів мистецтва. |            |
| Музей Тиссена-Борнемісса                                 | Palacio de Villahermosa Paseo del Prado, 8. 28014                                                                       | http://www.museothyssen.org/thyssen/home                                                | Музей[недоступне посилання з липня 2019] Тиссена-Борнемісса є складовою так званого «Золотого трикутника мистецтв» іспанської столиці разом з Прадо та Центром мистецтв королеви Софії. Музей є чудовим доповненням до колекцій своїх сусідів по «трикутнику»: на відміну від Прадо, у ньому представлені праці італійських примітивістів і живописців англійської, голландської та німецької шкіл, імпресіоністів, експресіоністів, а також європейські та американські полотна другої половини XX століття |            |
| Музей Серральбо                                          | Вулиця Вентура Родрігес, 17. Метро: Plaza de España і Вентура Родрігес                                                  | http://museocerralbo.mcu.es/esp/index2.html                                             | Основа експозиції та фондів Музею Серральбо — археологічні знахідки, порцеляна, килими і тканини різних діб з приватних зібрань. |            |
| Музей Ласаро Гальдйано                                   | вулиця Серрано, 122 | http://www.flg.es/museo/museo.htm                                                       | Музей у резиденції видавця, відомого колекціонера мистецтва Хосе Ласаро Гальдйано представляє зібрану ним багатющу колекцію предметів мистецтва, подаровану ним 1948 року. Заклад управляється спеціальною іменною Фундацією. |            |
| Музей історії Мадрида                                    | Вулиця Фуенкараль, 78                                                                                                   |                                                                                         | У музеї виставлені експонати з історії Мадрида: гравюри, фотографії, плани міста, а також звичаїв його мешканців. |            |
| Національний археологічний музей                         | вулиця Серрано, 13 | http://man.mcu.es/                                                                      | Національний археологічний музей Іспанії містить дуже цінне зібрання предметів з розкопок, проведених по усій Іспанії. Є колекції нумізматики і керамічних предметів усіх епох. |            |
| Національний музей декоративного мистецтва               | Вулиця Монталбан, 12. Метро: Retiro.                                                                                    | http://mnartesdecorativas.mcu.es/                                                       | Колекція творів декоративного мистецтва з XV по XIX століття. Експозиція перських килимів, фіранок, ліжка у стилі бароко з оксамитовими драпировками, інкрустовані столики, віяла з шовку. |            |
| Музей Америки (Мадрид)                                   | Проспект Рейєс Католікос, 6. Метро: Moncloa.                                                                            | http://museodeamerica.mcu.es/index.html [Архівовано 30 березня 2010 у Wayback Machine.] | Тут представлені колекції американської археології, етнографії та мистецтва від доколумбових часів до сьогодення. |            |
| Музей романтизму                                         | Вулиця Сан Матео, 13. Метро: Tribunal.                                                                                  |                                                                                         | Тут представлені меблі, картини та інші предмети мистецтва XIX століття, включаючи портрет Ларри і пістолет, за допомогою якого він покінчив життям. У зібранні живопису містяться твори найтиповіших художників доби романтизму. |            |
| Музей військової медицини                                | Вулиця Ембахадорес, 75                                                                                                  |                                                                                         | Музей присвячений історії військової медицини в Іспанії. |            |
| Касон дель буен ретіро                                   | Вулиця Феліпе, 13. Метро: Retiro.                                                                                       |                                                                                         | Колекція іспанського живопису і скульптури XIX століття. Навпроти розташувалася скульптура королеви Марії Крістіни де Бурбон. |            |
| Музей Армії                                              | Вулиця Мендес Нуньєс, 1. Метро: Retiro і Banco de España.                                                               |                                                                                         | Містить 27.000 експонатів: зброю, уніформи, документи, прапори, живопис і скульптуру, що стосуються військового минулого Іспанії. |            |
| Гробниця-пантеон Гойї                                    | Проїзд Сан Антоніо де ла Флорида, 5. Метро: Norte.                                                                      |                                                                                         | Маленька каплиця, де похований Франсіско Гойя. Оздоблення роботи самого художника датується 1798 роком. |            |
| Музей Сорольї                                            | Проїзд Хенераль Мартінес Кампос, 37. Метро: Ruben Dario і Gregorio Maranon.                                             | http://museosorolla.mcu.es/                                                             | Розташований у колишній майстерні художника, тут зберігається велика частина його творів, а також роботи його друзів-художників. |            |
| Музей Королівського палацу                               | Вулиця Байлен. Метро: Opera.                                                                                            |                                                                                         | Містить меблі, оздоблення, килими, скульптури та інші твори мистецтва, розташовані у спорудах і залах, які слугували апартаментами для королів Іспанії, починаючи з середини XVIII століття. |            |
| Музей Монастиря Ла Енкарнасьйон                          | Площа Ла Енкарнасьйон, 1. Метро: Opera.                                                                                 |                                                                                         | Культова споруда, оздоблена у XVII столітті художниками королівського двору. Містить релігійний живопис та скульптуру XVI—XVIII століть. |            |
| Музей Монастиря Лас Дескальсас Реалес                    | Площа Лас Дескальсас Реалес, 3. Метро: Sol, Opera і Callao.                                                             |                                                                                         | Культова споруда є справжнім зібранням шедеврів світового мистецтва — фрески на стелі і стінах, колекція картин, килимів, ікон, реліквій та інших предметів культу були подаровані монастиреві під час царювання Карлоса І і Феліпе II. Містить роботи Тіціана, Рубенса, Сурбарана, гробницю імператриці Марії Австрійської, скульптури Хуана Мена. |            |
| Фонд Дому Альби                                          | Палац Лірія. Вулиця Принсеса, 20. Метро: Plaza de España, Ventura Rodriguez, Ventura. Відвідання за попереднім записом. |                                                                                         | Колекція мистецтва Дому герцогів Альба. Розташований у Палаці Лірія та містить твори таких великих майстрів як Сурбаран, Гойя, Ренуар і Тіціан. |            |
| Музей костюму                                            | Проспект Хуана Еррери, 2 (Мадридське університетське містечко)                                                          | http://museodeltraje.mcu.es/                                                            | Дуже цікавий музей (es:Museo del Traje), в експозиції якого представлено багате зібрання предметів етнографії народів Іспанії |            |
| Музей шинки                                              | |                                                                                         | Дуже цікавий музей, в експозиції якого представлено багато сортів іспанської шинки, хамону, ковбас. |            |

Серед музеїв у передмістях Мадрида варто відзначити Будинок-музей Сервантеса в Алькалі і науковий музей Cosmocaixa в Алькобендасі.